# Aubigny-en-Laonnois
Aubigny-en-Laonnois ist eine französische Gemeinde mit 101 Einwohnern (Stand 1. Januar 2022) im Département Aisne in der Région Hauts-de-France (vor 2016 Picardie). Sie gehört zum Arrondissement Laon, zum Kanton Villeneuve-sur-Aisne und zum Gemeindeverband Chemin des Dames.

## Geografie
Die Gemeinde Aubigny-en-Laonnois liegt im Nordosten des Höhenzuges Chemin des Dames, 18 Kilometer südöstlich von Laon. Umgeben ist Aubigny-en-Laonnois von den Nachbargemeinden Courtrizy-et-Fussigny im Norden, Saint-Thomas im Nordosten, Aizelles im Südosten, Sainte-Croix im Süden sowie Arrancy im Westen.

## Bevölkerungsentwicklung
| Jahr                       | 1962 | 1968 | 1975 | 1982 | 1990 | 1999 | 2006 | 2013 | 2021 |
| Einwohner                  | 168  | 124  | 85   | 94   | 120  | 114  | 116  | 108  | 101  |
| Quellen: Cassini und INSEE |      |      |      |      |      |      |      |      |      |

## Sehenswürdigkeiten

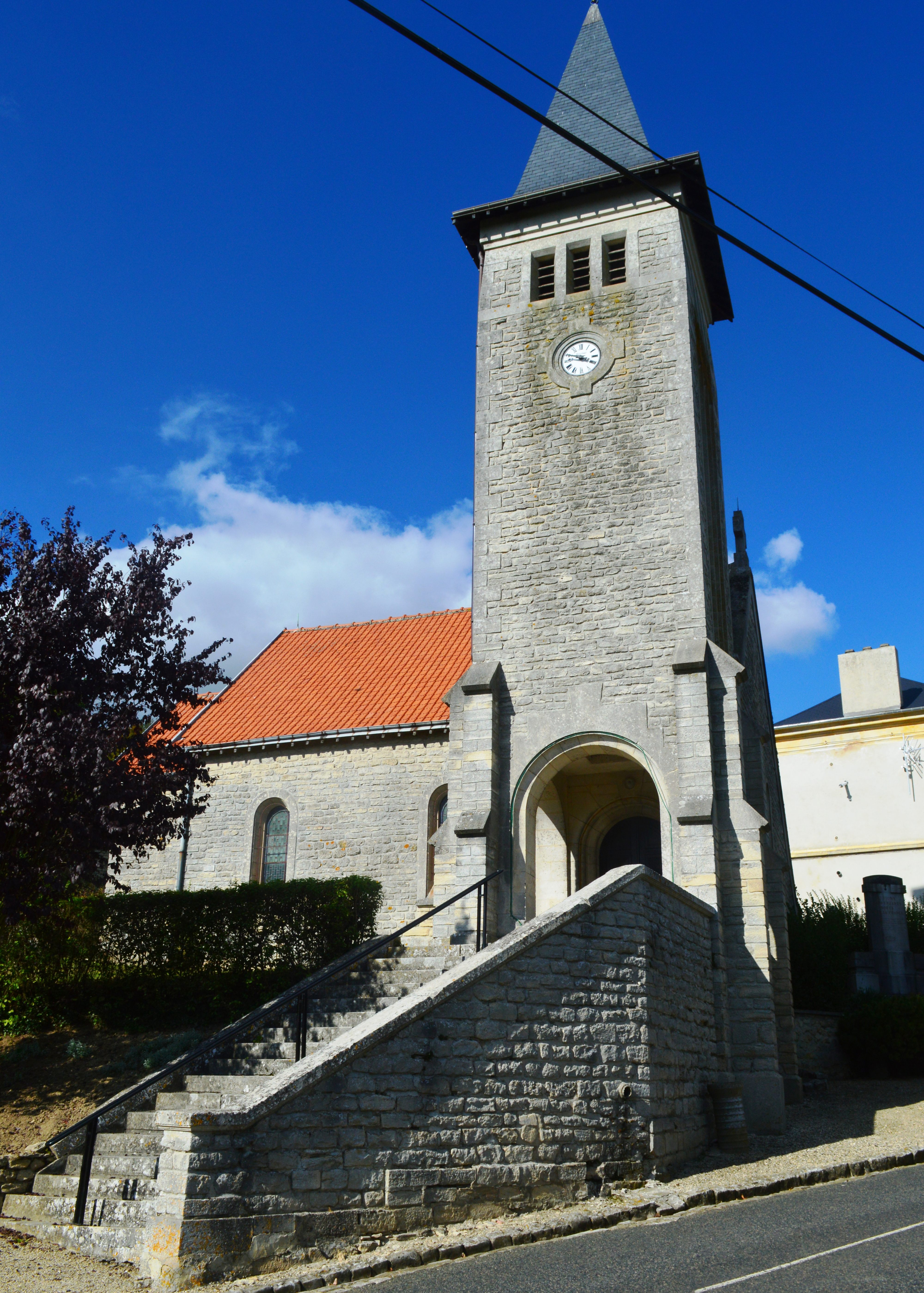
Kirche Saint-Nicolas
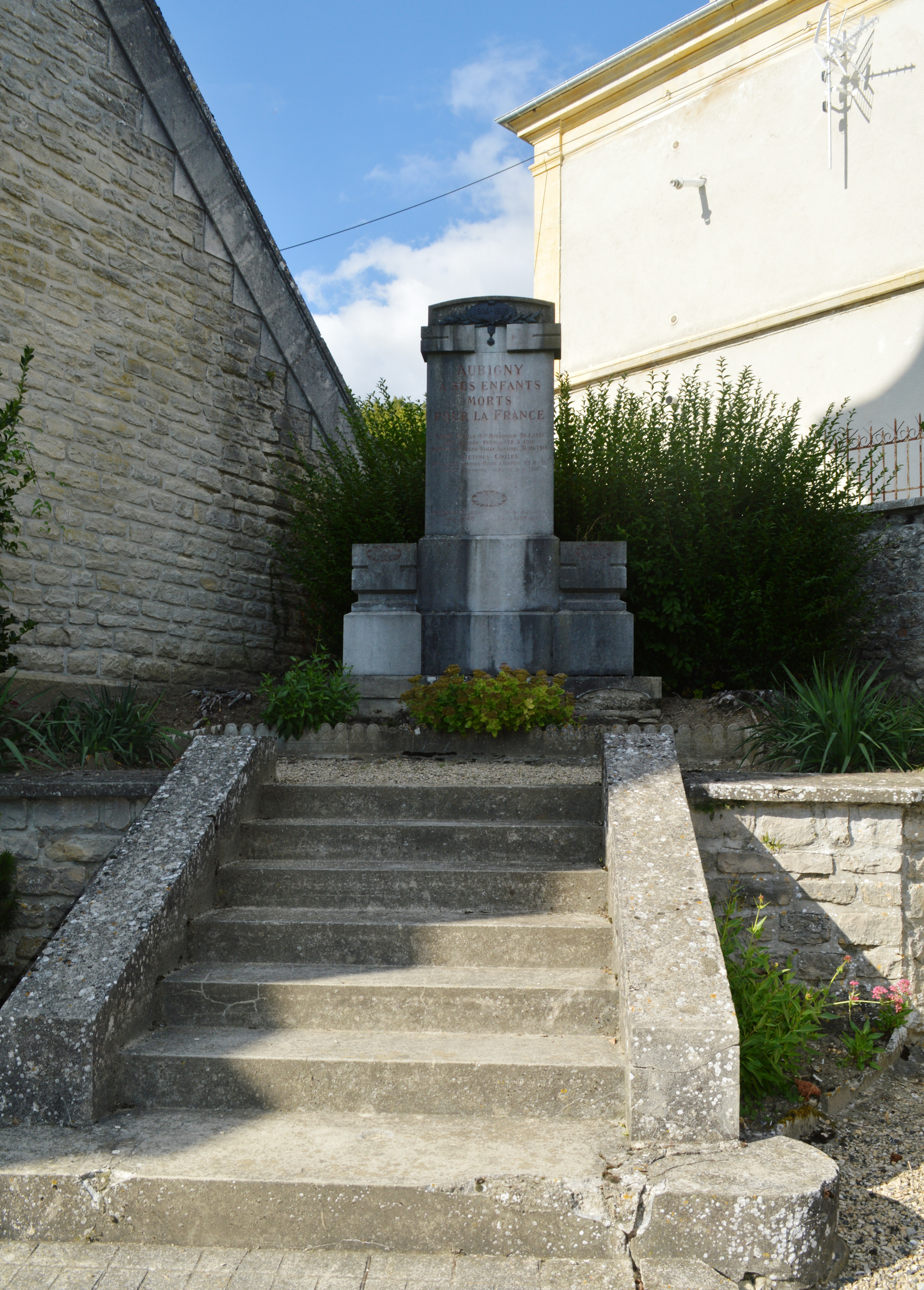
Gefallenendenkmal

- Kirche Saint-Nicolas
- Gefallenendenkmal